# Flora (Mississippi)
Flora é uma cidade  localizada no estado americano de Mississippi, no Condado de Madison.

## Demografia
Segundo o censo americano de 2000, a sua população era de 1546 habitantes.
Em 2006, foi estimada uma população de 1492, um decréscimo de 54 (-3.5%).

## Geografia
De acordo com o United States Census Bureau tem uma área de
8,8 km², dos quais 8,8 km² cobertos por terra e 0,0 km² cobertos por água. Flora localiza-se a aproximadamente 64 m acima do nível do mar.

## Localidades na vizinhança
O diagrama seguinte representa as localidades num raio de 28 km ao redor de Flora.